# Alvis Stalwart
L'Alvis Stalwart, noto come Stolly, è un veicolo da trasporto militare anfibio classificato formalmente dall'esercito britannico come Truck, High Mobility Load Carrier (HMLC) utilizzato dall'esercito britannico. È stato prodotto dall'azienda britannica Alvis a Coventry, che prestò servizio dal 1966 al 1992.